# Draconarius cheni
Draconarius cheni är en spindelart som först beskrevs av Norman I. Platnick 1989.  Draconarius cheni ingår i släktet Draconarius och familjen mörkerspindlar. Inga underarter finns listade i Catalogue of Life.